# Rijbewijskeuring
Een rijbewijskeuring is een in Nederland vereiste medische keuring voor verlenging van het rijbewijs.

## Leeftijdskeuring
Sinds 1 januari 2014 is voor verlenging van het rijbewijs minimaal iedere vijf jaar een rijbewijskeuring verplicht voor automobilisten van 75 jaar of ouder. Dit was voordien 70 jaar of ouder.
Deze keuring kan door een huisarts uitgevoerd worden. De Koninklijke Nederlandsche Maatschappij tot bevordering der Geneeskunst (KNMG) ontraadt dit. De meeste huisartsen zullen daarom geen rijbewijskeuringen doen bij hun eigen cliënten. Ze zullen verwijzen naar collega’s. Er zijn ook bedrijven die medische keuringen aanbieden, waaronder rijbewijskeuringen. Hieraan zijn kosten verbonden.
In 2013 telde Nederland ruim 1 miljoen mensen van boven de 70 (de toen geldende leeftijdsgrens) die door de rijbewijskeuring heen kwamen. De oudste Nederlander met een rijbewijs is, anno 2013, 103.

## Vrachtwagen of bus
Sinds 1 januari 2005 is bij het aanvragen of verlengen van een rijbewijs C (E) (vrachtwagen) of D (E) (bus) een medische keuring verplicht, ongeacht de leeftijd. Deze rijbewijskeuring dient te worden uitgevoerd door een arts van een arbodienst of een geregistreerde bedrijfsarts.

## Medische keuring
Naast ouderen en bezitters van een rijbewijs C, CE, D en/of DE, zijn er ook categorieën personen die op medische gronden gekeurd moeten worden.

## Voorbereidingen
Voor de keuring dient men het volgende te doen of mee te nemen:
- bij het gemeentehuis of stadsdeelkantoor een zogenoemde gezondheidsverklaring kopen en dat formulier invullen en meenemen. Deze kan ook digitaal worden betaald en gedownload.
- urinemonster (voor het meten van suiker)
- lijst met gebruikte medicijnen
- legitimatie

## Gezichtsvermogen
Om te vermijden dat men afgekeurd wordt op een onvoldoende gezichtsvermogen kan men van tevoren naar een opticien gaan. Er is ook een oogtest als zelftest ontwikkeld, die op een aantal gemeentehuizen bij het Eigen Verklaring formulier wordt uitgereikt. Hiermee kan men zelf enigszins vaststellen of de ogen goed genoeg zijn om aan de eisen voor het rijbewijs te voldoen of dat een (nieuwe) bril noodzakelijk is. Deze test is ook verkrijgbaar bij een aantal buurthuizen die keuringsdagen organiseren. Als uit deze zelftest blijkt dat het gezichtsvermogen onvoldoende is, of twijfelt men, dan is het verstandig om, voordat men naar de keuring komt, het gezichtsvermogen te laten controleren door een opticien.

## Wat wordt gekeurd?
Tijdens de keuring wordt gekeken of iemand aan de normen voldoet om zelfstandig en veilig een voertuig te besturen. De keuringsarts beoordeelt de algemene lichamelijke en geestelijke conditie. Wat wordt gekeurd hangt af van het soort rijbewijs en de medische geschiedenis van de persoon.